# Жорж Лотнер
Жорж Лотне́р (фр. Georges Lautner, 24 січня 1926, Ніцца — 22 листопада 2013, Париж) — французький кінорежисер, сценарист і продюсер. За час своє творчої кар'єри зняв близько 50-ти різножанрових кіно- та телефільмів. Найвідомішою його режисерською роботою стала стрічка «Професіонал» (1981) з Жаном-Полем Бельмондо у головній ролі.

## Життєпис
Жорж Лотнер народився 24 січня 1926 року в Ніцці у сім'ї знаменитої комедійної акторки Марі-Луїзи-Вітторе та ювеліра й авіатора Леопольда Лотнера (загинув у авіакатастрофі в 1938 році).
Під час Другої світової війни здобув освіту в Ліцеї Жансон-де-Саї в Парижі. Після звільнення Парижу, Лотнер, отримавши ступінь бакалавра філософії, займався художнім оздобленням і працював з плівкою на низці стрічок, потім працював асистентом Саша Гітрі. Наприкінці 1950-х почав свій самостійний шлях у кіно як сценарист і режисер. У 1960 році, після декількох короткометражок, сам зняв свій перший повнометражний фільм «Пан або пропав».
Популярність режисерові, у тому числі і за межами Франції, принесла чорно-біла комедія «Дядечки-гангстери», що вийшла на екрани у 1963 році.
У 1960-1980-х роках Жорж Лотнер вважався одним з найбільш комерційно успішних французьких кінорежисерів. Поставив близько 40 фільмів різних жанрів, в першу чергу «чорних комедій» і комедій з елементами бойовика. У Жоржа Лотнера знімалися Жан-Поль Бельмондо, Луї де Фюнес, Ліно Вентура, Ален Делон, Робер Дальбан та багато інших відомих французьких акторів.
У 1981 році Лотнер зняв одну з найвідоміших своїх стрічок — фільм «Професіонал» з Жаном-Полем Бельмондо в головній ролі. Широку популярність здобула, зокрема, музика до цього фільму, написана композитором Енніо Морріконе.
Помер Жорж Лотнер 22 листопада 2013 року у Парижі у віці 87 років. У некролозі, опублікованому в Le Figaro, говориться: «Символ оновлення французького кіно в післявоєнний час, Лотнер разом зі своїм сценаристом Мішелем Одіаром знали, як створити стиль популярних комедій, які і до цього дня залишаються неперевершеними». Похований Жорж Лотнер в Ніцці у сімейному склепі поряд з могилою своєї матері.

## Фільмографія

### Режисер
| Рік  | Назва                            | Оригінал                                      | Примітки     |
| ---- | -------------------------------- | --------------------------------------------- | ------------ |
| 1960 | Пан або пропав                   | Marche ou crève                               |              |
| 1960 | Припиніть бити в барабани        | Arrêtez les tambours                          |              |
| 1961 | Чорний Монокль                   | Le monocle noir                               |              |
| 1962 | Сьомий присяжний                 | Le septième juré                              |              |
| 1962 | Око Монокля                      | L'oeil du monocle                             |              |
| 1962 | Увесь в гуталіні                 | En plein cirage                               |              |
| 1963 | Дядечки-гангстери                | Les tontons flingueurs                        |              |
| 1964 | Барбузи — секретні агенти        | Les Barbouzes                                 |              |
| 1964 | Монокль криво усміхається        | Le monocle rit jaune                          |              |
| 1964 | Гра в ящик                       | Des pissenlits par la racine                  |              |
| 1965 | Гульвіса                         | Les bons vivants                              |              |
| 1966 | Не сваритимемося                 | Ne nous fâchons pas                           |              |
| 1966 | Галя                             | Galia                                         |              |
| 1967 | Квітка щавлю                     | Fleur d'oseille                               |              |
| 1967 | Великий коник                    | La grande sauterelle                          |              |
| 1968 | Бос                              | Le pacha                                      |              |
| 1970 | Дорога на Саліну                 | Road to Salina                                |              |
| 1971 | Жив-був поліцейський             | Il était une fois un flic                     |              |
| 1971 | Нехай звучить цей вальс          | Laisse aller… c'est une valse                 |              |
| 1973 | Дипломатичний багаж              | La Valise                                     |              |
| 1973 | Декілька занадто спокійних панів | Quelques messieurs trop tranquilles           |              |
| 1974 | Крижані груди                    | Les seins de glace                            |              |
| 1975 | Жодних проблем!                  | Pas de problème!                              |              |
| 1976 | Далі нікуди                      | On aura tout vu                               |              |
| 1977 | Смерть негідника                 | Mort d'un pourri                              |              |
| 1978 | Безумні чародії                  | Ils sont fous ces sorciers                    |              |
| 1979 | Хто є хто                        | Flic ou voyou                                 |              |
| 1980 | Гра в чотири руки                | Le guignolo                                   |              |
| 1981 | Професіонал                      | Le professionnel                              |              |
| 1981 | Чи розумно це?                   | Est-ce bien raisonnable?                      |              |
| 1983 | У одній жінці може ховатися інша | Attention une femme peut en cacher une autre! |              |
| 1984 | Весела Пасха                     | Joyeuses Pâques                               |              |
| 1985 | Клітка для диваків 3: Весілля    | La cage aux folles 3 — 'Elles' se marient     |              |
| 1985 | Ковбой                           | Le cowboy                                     |              |
| 1987 | Розпусне життя Жерара Флока      | La vie dissolue de Gérard Floque              |              |
| 1988 | Будинок вбивств                  | La maison assassinée                          |              |
| 1989 | Неочікуваний гість               | L'invité surprise                             |              |
| 1990 | Той, що вважається небезпечним   | Présumé dangereux                             |              |
| 1991 | Триплекс                         | Triplex                                       |              |
| 1992 | Незнайомець у будинку            | L'inconnu dans la maison                      |              |
| 1992 | Занудалов у каламутній воді      | Prêcheur en eau trouble                       | телевізійний |
| 1992 | Рум сервіс: Гангстерська оперета | Room Service                                  |              |
| 1994 | Чоловік моєї мрії                | L'homme de mes rêves                          | телевізійний |
| 1996 | Актор                            | Le comédien                                   | телевізійний |
| 2000 | Сценарії на наркотики            | Scénarios sur la drogue                       |              |
| 2001 | Небезпечні                       | Les Redoutables                               |              |

### Сценарист
| Рік  | Назва                             | Оригінал                            | Примітки      |
| ---- | --------------------------------- | ----------------------------------- | ------------- |
| 1960 | Пан або пропав                    | Marche ou crève                     |               |
| 1962 | Вщент п'яний                      | En plein cirage                     |               |
| 1962 | Око монокля                       | L'oeil du monocle                   |               |
| 1963 | Гангстери                         | Les tontons flingueurs              |               |
| 1964 | Гра в ящик                        | Des pissenlits par la racine        | (адаптація)   |
| 1964 | Монокль криво усміхається         | Le monocle rit jaune                |               |
| 1966 | Галя                              | Galia                               | (адаптація)   |
| 1966 | Не сваритимемося                  | Ne nous fâchons pas                 |               |
| 1967 | Велика сарана                     | La grande sauterelle                |               |
| 1967 | Будинок з грошима                 | Fleur d'oseille                     |               |
| 1968 | Бос                               | Le Pasha                            |               |
| 1970 | Строгов                           | Strogoff                            |               |
| 1970 | Дорога на Саліну                  | Road to Salina                      |               |
| 1971 | Нехай звучить цей вальс           | Il etait une fois un flic           | (адаптація)   |
| 1971 | Жив-був поліцейський              | Laisse aller… c'est une valse       | (адаптація)   |
| 1973 | Декілька занадто спокійних панів  | Quelques messieurs trop tranquilles | (адаптація)   |
| 1973 | Дипломатичний багаж               | La Valise                           |               |
| 1974 | Крижані груди                     | Les seins de glace                  |               |
| 1975 | Жодних проблем!                   | Pas de problème!                    | (адаптація)   |
| 1978 | Вони з'їхали з глузду, ці чаклуни | Ils sont fous ces sorciers          |               |
| 1981 | Професіонал                       | Le professionnel                    | (адаптація)   |
| 1985 | Ковбой                            | Le cowboy                           | (адаптація)   |
| 1985 | Клітка для диваків 3: Весілля     | La Cage aux folles 3                |               |
| 1987 | Розпусне життя Жерара Флока       | La vie dissolue de Gérard Floque    | (адаптація)   |
| 1988 | Будинок вбивств                   | La maison assassinée                |               |
| 1989 | Неочікуваний гість                | L'invité surprise                   |               |
| 1990 | Той, що вважається небезпечним    | Présumé dangereux                   | (адаптація)   |
| 1992 | Готельна резиденція               | Room Service                        | (і адаптація) |
| 1992 | Незнайомець у будинку             | L'inconnu dans la maison            |               |
| 1994 | Чоловік моєї мрії                 | L'homme de mes rêves                |               |
| 2000 | Сценарії на наркотики             | Scénarios sur la drogue             |               |

### Продюсер
- 1960 — «Пан або пропав» / Marche ou crève

## Автобіографія
On aura tout vu. Taschenbuch, Flammarion, Paris 2005, ISBN 2-08-068690-9.